# Manhart Sigler
Manhart Sigler (* 12. Januar 1945 in Heidenheim; † 1. August 2014 in Tübingen) ist ein ehemaliger deutscher Handballspieler.

## Sportliche Karriere
Manhart Sigler startete seine Karriere zunächst in der Leichtathletikabteilung des Heidenheimer Sportbunds, gewann die württembergische Vizemeisterschaft der Junioren im Mannschafts-Zehnkampf und wurde 1963 beim Deutschen Turnfest Zweiter im Fünfkampf. 
Seine größten Erfolge errang er im Handball. Nach dem Abitur am Hellenstein-Gymnasium studierte Sigler ab dem Sommersemester 1964 Sport an der Sporthochschule in Köln, wo er dem damaligen Handball-Bundestrainer Werner Vick auffiel. So kam er zu einem A-Länderspiel im Februar 1968 gegen Luxemburg und fünf B-Länderspielen gegen Dänemark, Schweden, Frankreich und die Schweiz.

## Berufliche Laufbahn
Manhart Sigler legte 1967 in Tübingen sein Diplom-Sportlehrer-Examen ab und war bis zum Ruhestand am Institut für Leibesübungen der Universität Tübingen tätig.